# Литвинов, Иван Михайлович
Иван Михайлович Литвинов (7 июля 1907, Сумы — 1976, Киев) — учёный и инженер в области механики грунтов и фундаментостроения, доктор технических наук, профессор. Действительный член Академии строительства и архитектуры УССР при Госстрое УССР, член её Президиума и академик-секретарь (1955—1963 гг.).

## Биография
Окончил семилетнюю, затем — индустриально-техническую профшколу. Выпускник строительного факультета Харьковского технологического института, ученик проф. Я. В. Столярова.

### Профессиональная деятельность
После окончания института принимает участие в проектировании цехов Харьковского тракторного и турбогенераторного, Краматорского машиностроительного заводов и ряда других объектов.
- В 1934 г. предлагает оригинальный способ усиления железобетонных конструкций, сущность которого состоит в том, что устанавливаемая для увеличения их несущей способности дополнительная арматура соединяется с предварительно обнажённой арматурой усиливаемой конструкции путём сварки с последующим односторонним наращиванием сечения элемента и с использованием быстротвердеющих цементов или термической обработки бетона.
- В 1940 г. защищает в Харьковском инженерно-строительном институте кандидатскую диссертацию на тему «Классификация лёссовых грунтов по степени их просадочности и основные водозащитные мероприятия для сооружений на лёссовых грунтах».
- При отступлении наших войск из Харькова, Донбасса, он участвует в работах по выводу из строя стратегически важных объектов.
- По заданию Ставки Верховного Командования он, в то время главный инженер Управления аэродромного строительства по Сталинградской области, руководит строительством крупного опорного бетонного аэродрома в г. Гумраке. Одновременно с этим, в сложных полевых условиях, он организует изготовление железобетонных авиабомб, высокопрочных элементов для дотов и бронепоездов, металлических пулемётных колпаков
- В период с 1943 по 1946 г.г., по заданию Государственного Комитета обороны СССР И. М. Литвинов участвует в строительстве заводов высокооктанового авиационного бензина в г. Гурьев Казахской ССР (в настоящее время — Атырауский нефтеперерабатывающий завод) и автомобильного завода в г. Кутаиси Грузинской ССР.
- 1946 г. — После демобилизации, И. М. Литвинов возвращается в Харьков, где в Южном научно-исследовательском институте по строительству (ЮЖНИИ) проходит путь от старшего научного сотрудника до директора института
- В 1968 г.по совокупности выполненных в течение более чем тридцати пяти лет научных исследований, защищает диссертацию на соискание ученой степени доктора технических наук в Киевском инженерно-строительном институте. Докторская диссертация посвящена строительству в сложных грунтовых условиях Украинской ССР: на защиту были вынесены вопросы, связанные с разработкой приборов и методики для исследования физико-механических свойств грунтов, способы уплотнения просадочных грунтов и др.
- В 1970 г. И. М. Литвинову присвоено звание профессора.

### Участие в международных научных конференциях
И. М. Литвинов выступал с научными докладами и сообщениями на международных конференциях, конгрессах и симпозиумах, в том числе на IV, VIII Международных конгрессах по механике грунтов и фундаментостроению (Лондон, 1957 г., Москва, 1973 г.); в Чехословакии (Брно, 1958 г.); в США — в Бостонском, Калифорнийском, Принстонском, Массачусетском университетах и в Американской Национальной Академии наук (г. Вашингтон), куда он выезжал в качестве руководителя советской делегации учёных; в Индии — на Индийской Национальной научно-технической конференции по несущей способности грунтов (г. Нью-Дели, 1961 г.), на которой также возглавлял советскую делегацию.

## Публикации
- Литвинов И. М. автор 238 научных работ, в том числе 13 книг, 66 брошюр. За рубежом опубликованы 43 его работы в десяти странах. Он автор 34 изобретений и технических усовершенствований в самых различных областях науки и техники — от приспобления для хранения пальто в кинотеатрах (которое широко использовалось в европейских странах) до измерительных маяков для изучения динамики раскрытия трещин в конструкциях, способов устройства свайных фундаментов и т. д.
- Литвинов, Иван Михайлович Усиление и восстановление железобетонных конструкций. Наркомстрой СССР. М-Л Стройиздат 1942 г. 96с
- Литвинов, Иван Михайлович. Глубинное укрепление и уплотнение просадочных грунтов [Текст] / И. М. Литвинов ; Науч.-исслед. ин-т строит. конструкций Госстроя СССР. — Киев : Будівельник, 1969. — 184 с.
- Литвинов, Иван Михайлович. Укрепление и уплотнение просадочных грунтов в жилищном и промышленном строительстве [Текст] / И. М. Литвинов. — Киев : Будівельник, 1977. — 288 с.
- Литвинов, Иван Михайлович.Инструкция по усилению и восстановлению железобетонных конструкций методом инженера Литвинова И. М. [Текст] / [Предисл. д-ра техн. наук проф. Фрайфельда С. Е., с. 5-7] ; М-во строительства предприятий тяжелой индустрии СССР. Техн. упр. Юж. науч.-исслед. ин-т по строительству «ЮжНИИ». — Харьков : Харьк. обл. полигр. ф-ка, 1948. — 39 с. : черт.; 21 см

## Награды
- орден Красной Звезды (1945)
- орден «Знак Почёта» (1951)
- два ордена Трудового Красного Знамени (1954, 1971),
- одиннадцать медалей, в том числе «За оборону Сталинграда» (1942)
- Большая Золотая медаль ВДНХ СССР (1961)

### Семья
- Отец — Литвинов Михаил Ильич
- Мать — Терещенко Ульяна Александровна
- Братья — Александр (01.07.1909 — 1987), Николай (1911 — погиб 14.07.1944)
- Сестра — Валентина (1913—1989).